# Francis Maratuech
Pour les articles homonymes, voir Maratuech.
Francis Maratuech, né à Sérignac (Lot) le 29 janvier 1853 et mort à Perpignan (Pyrénées-Orientales) le 14 mai 1908, est un écrivain et poète français. Il est par sa mère le petit-neveu du maréchal Jean-Baptiste Bessières.

## Biographie
Il est le fondateur, en 1880, de la revue littéraire et artistique Le Feu follet. Éditeur de Paul Froment. Rédacteur en chef du Quercynois à Cahors et du Roussillon à Perpignan.
Son œuvre la plus connue est Les Kadourques où il décrit le siège d'Uxellodunum.

## Œuvres
- Rocailles : choses de mon pays (1882), préface de Charles Buet (texte en ligne)
- L'Échéance ! (1894)
- Les Kadourques (1903), prix Montyon de l'Académie française, 1906.